# Jean-Marie Kalumba Yuma
Jean-Marie Kalumba Yuma est un homme politique du  Congo-Kinshasa et ministre de l'Économie nationale depuis le 12 avril 2021.

## Biographie

### Parcours politique
Avant d'être nommé, il était conseiller chargé de la régulation économique et de l'approvisionnement intérieur au ministère de l'économie nationale et depuis le 12 avril 2021 il est à la tête du même ministère
Il est déchu par l’assemblée nationale le 30 mars 2022 à la suite d'une motion de défiance du député national Mbindule Crispin.